# 圆腹艾蛛
圆腹艾蛛（学名：Cyclosa vallata），又名圓腹塵蛛，为园蛛科艾蛛属的动物。分布于日本至澳大利亚、台湾岛等地。